# GtkRadiant
GtkRadiant はコンピュータゲーム用のマップ作成プログラムであり、id Software と Loki Software が開発した。多数のコンピュータゲームでマップ作成に使われている。id Software とボランティアによって保守されている。

## 歴史
GtkRadiant は id Software の社内ツールだった。NEXTSTEP上のQuakeのマップを作成するツール QuakeEd などからUI設計の影響を受けている。コードは Quake II 開発時に社内ツールとして使っていた QE4 のもの（後に Quake II SDK として公開）がベースである。Robert Duffy は QE4 のソースコードを使って QERadiant を開発し、これがマップエディタとして広く使われるようになった。id Software はそのコードを社内用に採用して Q3Radiant を開発し Quake III Arena 用の設計ツールとした。これらはいずれもWindowsでのみ動作するアプリケーションである。
2001年、Q3Radiant に2つの大きな変更を施した GtkRadiant をリリース。第一にGTK+ツールキットを使い、Linuxと Mac OS X をサポートした。第二にゲームエンジンから独立した実装となり、新たなゲーム向けの機能がゲームパックとして追加されている。
GtkRadiant は GNU General Public License でリリースされている自由ソフトウェアである。ソースコードはかなり以前から id Software のSubversionリポジトリから入手可能で、Q3Radiant中核部が独自ライセンス（Quake III Arena のコードが一部使われているため）、それ以外がGPL互換ライセンスで提供されていた。ライセンスが二重になっているために、これを使った商用開発は難しかった。2005年8月19日、Quake III Arena のソースコードが Q3Radiant のソースコードと共に公開された。そして2006年2月17日、GtkRadiant のエディタとツールセット（特にBSPコンパイラ Q3Map2）がGPLライセンスでリリースされた。

## DarkRadiant
GtkRadiant からのフォークの1つ。id TECH4 エンジンに最適化されている。元々は Doom 3 のModである The Dark Mod の開発のために作られた。GtkRadiant に対して様々な改良を施している。

## ZeroRadiant
GtkRadiant 1.6.0 に相当するバージョン。1.4.0 を基にしており、開発が進行中である。各種ゲーム用のマップを作成できる。

## サポートしているゲーム
GtkRadient の Subversion サーバにある主なゲームパックによると、例えば以下のようなゲームに対応している。
- Doom 3
- ハーフライフ
- Nexuiz
- Prey
- Quake
- Quake II
- Quake III Arena
- Quake 4
- Wolfenstein: Enemy Territory
- War§ow

以下のゲームもかつてサポートされていた。
- メダル・オブ・オナー アライドアサルト
- コール オブ デューティ
- コール オブ デューティ2

さらに以下のオープンソースのゲーム（ゲームエンジン）プロジェクトでは、マップエディタとしてGtkRadiantを採用している。
- Neverball
- Crystal Space ゲームエンジン
- Irrlicht ゲームエンジン